# Aporochelifer insulanus
Aporochelifer insulanus es una especie de arácnido del orden Pseudoscorpionida de la familia Cheliferidae.

## Distribución geográfica
Se encuentra en la Isla de Flores (Indonesia).